# Tafernwirtschaft (Alling)

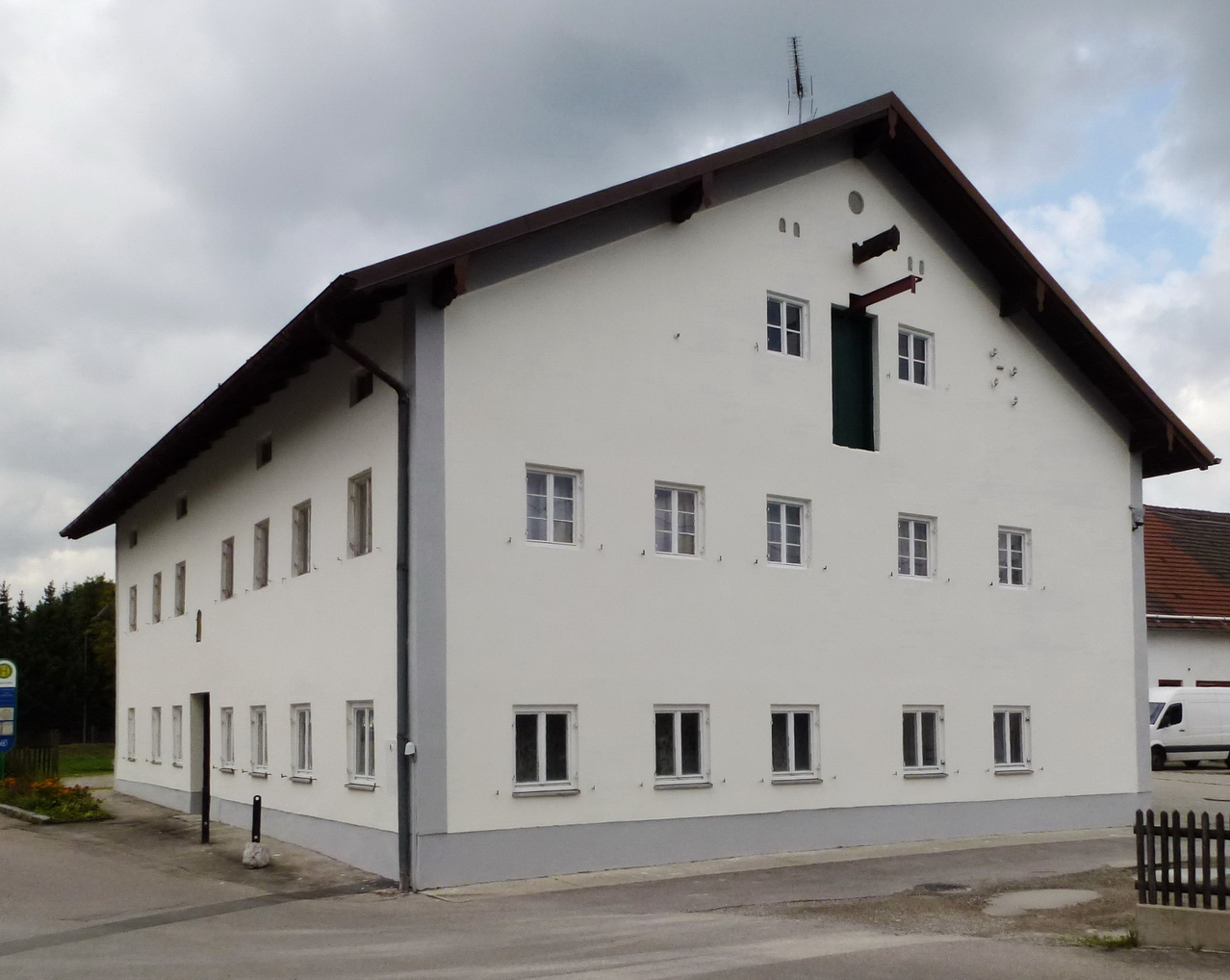
Tafernwirtschaft in Alling

Die Tafernwirtschaft in Alling, einer Gemeinde im Südosten des oberbayerischen Landkreises Fürstenfeldbruck, wurde Mitte des 19. Jahrhunderts errichtet. Die ehemalige Tafernwirtschaft an der Griesstraße 1 ist ein geschütztes Baudenkmal.
Der zweigeschossige Satteldachbau mit befenstertem Kniestock wird heute als Wohnhaus genutzt. Das Gebäude besitzt sieben zu fünf Fensterachsen.
An der Giebelseite ist noch der Aufzugsbalken mit Ladeluke vorhanden.